# 28 (tal)

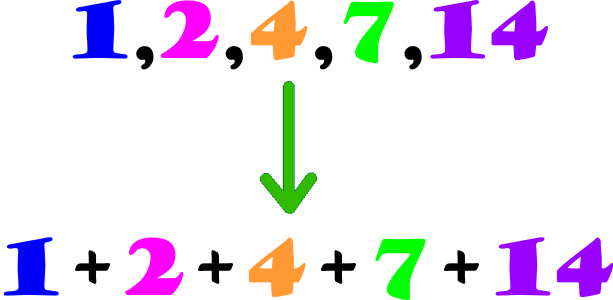
28 är det andra perfekta talet, dvs. ett tal som bildas vid addition av sina delare.

28 (tjugoåtta (fil)) är det naturliga talet som följer 27 och som följs av 29.
- är i en del kulturer ansett som ett oturstal.
- används av nynazister för att beteckna organisationen Blood & Honour.

## Inom matematiken
- 28 är ett jämnt tal.
- 28 är det andra perfekta talet, summan av delarna (1 + 2 + 4 + 7 + 14) är 28.
- 28 är det sjunde triangeltalet
- 28 är det fjärde hexagontalet
- 28 är ett extraordinärt tal
- 28 är ett glatt tal
- 28 är ett Keithtal
- 28 är summan av de fem första primtalen, då 2 + 3 + 5 +7 + 11= 28
- 28 är ett Ulamtal.
- 28 är ett Praktiskt tal.
- 28 är ett centrerat nonagontal.
- 28 är ett palindromtal i det ternära talsystemet.
- 28 är ett palindromtal i det senära talsystemet.

## Inom vetenskapen
- Nickel, atomnummer 28
- 28 Bellona, en asteroid
- M28, klotformig stjärnhop i Skytten, Messiers katalog